# Ashlee Simpson
Ashlee Nicole Simpson  (født 3. oktober 1984 i Texas) er en amerikansk sangerinde og skuespillerinde, der er lillesøster til Jessica Simpson.
Som 3-årig begyndte hun at studere klassisk ballet og som 11-årig blev hun indskrevet på School of American Ballet i New York
Hun startede sin karriere som danser allerede som 4-årig. Syv år senere blev hun som den yngste nogensinde optaget på den prestigefyldte balletskole School of American Ballet.
Ashlee blev gift med Fall Out Boy Bassisten Pete Wentz. Da storesøsteren i 1999 fik en pladekontrakt, besluttede familien sig for at flytte til Los Angeles, hvor Ashlee begyndte at optræde i tv-reklamer. Hun har også medvirket i forskellige film og serier – herunder en fast tilbagevendende rolle i serien I den 7. himmel (Seventh Heaven) fra 2002 til 2004. Hun har også været med i 2 tv reklamer med søsteren Jessica Simpson, den ene for Pizza Hut og den anden for "liquid ice breakers".
Ashlee har sit eget reality serie "The Ashlee Simpson Show" på MTV.
Hendes første single blev optaget som en del af soundtracket til filmen Freaky Friday i 2003. Året efter udkom debutalbummet Autobiography, der formåede at sælge tre gange platin. Det andet album I Am Me udkom i 2005, det tredje album hedder Bittersweet World.
Ashlee Simpson fødte 20. november 2008 en dreng ved navn Bronx Mowgli Wentz. Han vejede 3500 gram, og målte 52 cm.